# Tårnborg (fæstning)
En tårnborg eller tårnhus er en lille borg, der hovedsageligt består af et fæstningstårn eller en tårnlignende struktur, som er opført direkte på naturlig grund. Den adskiller sig dermed fra en motte-and-baileyfæstninger, som den kan ligne, men hvis primære forsvarsstruktur er bygget på en kunstigt anlagt høj – en såkaldt motte.
Tårnborgen omtales undertiden også som et beboelsestårn.
I nogle tilfælde kan en borg under sin udvikling ændre karakter fra en tårnborg til en motte-and-baileyfæstning, hvis man senere anlægger en kunstig høj (motte) til keep eller bergfried.
Den beboelige, men også befæstede tårnborg blev i løbet af 1000- og 1100-tallet den faste private residens for mange lavadelige herremænd.
Da mange tårnborge også havde enkelte tilføjelser såsom en ringmur, ofte kun få meter lang, er grænsen mellem tårnborg og en "almindelig" borg flydende – ligesom overgangen til befæstet hus også er det.